# Pachystachys rosea
Pachystachys rosea är en akantusväxtart som beskrevs av D.C. Wasshausen. Pachystachys rosea ingår i släktet Pachystachys och familjen akantusväxter. Inga underarter finns listade i Catalogue of Life.